# Pycreus aethiops
Pycreus aethiops är en halvgräsart som först beskrevs av Friedrich Welwitsch och Henry Nicholas Ridley, och fick sitt nu gällande namn av Charles Baron Clarke. Pycreus aethiops ingår i släktet Pycreus och familjen halvgräs. Inga underarter finns listade i Catalogue of Life.